# Őriszentpéter

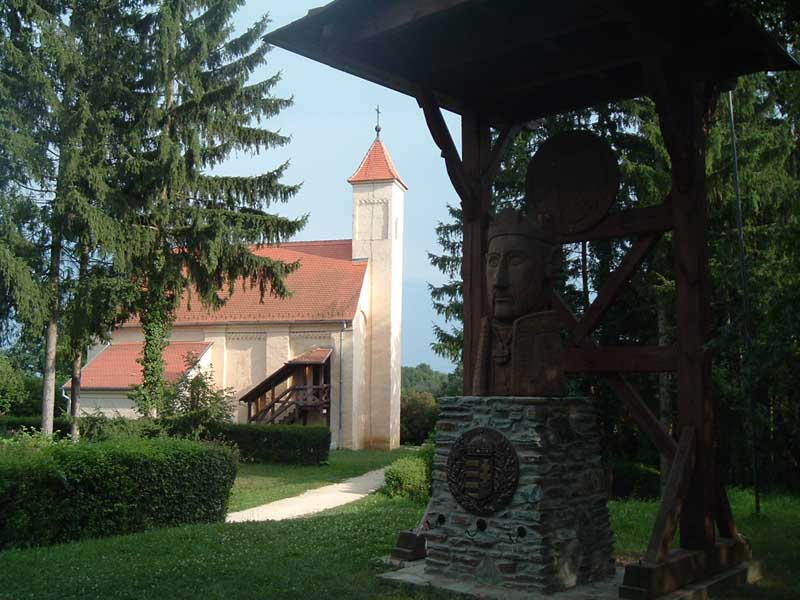
Presbyterianska kyrkan i Őriszentpéter

Őriszentpéter är en mindre stad i Ungern med 1 144 invånare (2020).